# 파인 영 캐니벌스
파인 영 캐니벌스(Fine Young Cannibals)는 잉글랜드의 팝 밴드이다.